# Albrecht von Giseke
Albrecht Giseke, ab 1878 von Giseke, ab 1883 Freiherr von Giseke (* 17. März 1822 in Pößneck; † 28. August 1890 in Meiningen) war ein deutscher Verwaltungsjurist und Regierungschef von Sachsen-Meiningen.

## Herkunft
Seine Eltern waren der Pößnecker Stadtsyndikus und spätere Oberamtmann von Camburg Carl Ludwig Otto Giseke (* 30. März 1795) und dessen Ehefrau Wilhelmine Conta (* 11. November 1804). Sein Bruder war der Altphilologe Bernhard Giseke.

## Leben
Giseke studierte Rechtswissenschaft an der Universität Jena und der Universität Leipzig. 1841 wurde er Mitglied des Corps Saxonia Jena und des Corps Misnia Leipzig. Wegen der Nähe zu verbotenen Burschenschaften stand er unter Beobachtung. Als Assessor am Stadt- und Kreisgericht in Sonneberg trat er 1850 in den Justizdienst des Herzogtums Sachsen-Meiningen. 1851 wechselte er in das Staatsministerium. 1856 wurde er Regierungs- und vortragender Rat in der Ministerialabteilung des Innern. 1857 wurde ihm das Innenressort, 1870 auch die Finanzabteilung übertragen. Von 1873 bis 1890 war er  Staatsminister. Liberal eingestellt, unterstützte er Georg II. (Sachsen-Meiningen) bei seinen reformatorischen Bestrebungen. Er stand ihm auch als Vertrauter bei privaten Problemen zur Seite.

## Ehrungen
- Exzellenz (Titel)[2]
- Nobilitierung (1878)[3]
- Erhebung in den erblichen Freiherrenstand (1883)[3]
- Ehrenmitglied des Corps Misnia[2]